# 阿尔瓦雷柳什 (特罗法)
阿尔瓦雷柳什是葡萄牙波尔图区的一个堂区。总面积6.46平方公里，总人口3146人，人口密度487人/平方公里。